# Miloš Žák
 Miloš Žák  (ur. 11 czerwca 1891 w Blansku, zm. 16 maja 1970 w Pradze) – czeski generał.

## Życiorys
Przed I wojną światową studiował na fakultecie filozoficznym w Pradze i fakultecie prawnym w Wiedniu.
Po wybuchu I wojny światowej oficer Korpusu Czechosłowackiego w Rosji, gdzie był uczestnikiem bitew pod Bachmaczem i Zborowem. W latach 1918–20 odznaczył się w walkach przy kolei transsyberyjskiej. 1919 naczelnik sztabu dywizji strzeleckiej. 1919-20 podnaczelnik sztabu czechosłowackiego wojska w Rosji.
Po powrocie do kraju w 1920 r. był krótko zastępcą naczelnika generalnego (wówczas głównego) sztabu armii czechosłowackiej. 1921-22 Attaché wojskowy w Jugosławii (pułkownik). 1922-23 czechosłowacki delegat przy francuskim ministerium wojny i równocześnie student Wyższej Szkoły Wojennej w Paryżu. 1923-24 naczelnik wydziału wywiadowczego głównego sztabu. 1924-26 attaché wojskowy w Rumunii. 1926-34 komendant brygady piechoty w Nitrze. 1934-39 komendant dywizji piechoty w Bratysławie. 1938-39 równocześnie komendant bratysławskiego garnizonu. Od 1931 r. generał brygady i od 1938 r. generał dywizji.
W czasach niemieckiej okupacji członek Obrony Narodu, wojskowej organizacji czeskiego ruchu oporu. Został schwytany i w latach 1943-45 przebywał w obozie koncentracyjnym.
Po ukończeniu II wojny światowej był komendantem 5. Korpusu Wojskowego (1945-47) i zastępca komendanta Obszaru Nr 2 (1947-48). Po lutym 1948 r. na emeryturze, później był ofiarą prześladowań. 1949-56 w więzieniu. W latach 1968–69 brał udział przy odnowieniu Czechosłowackiej Organizacji Legionowej. Pośmiertnie w pełni rehabilitowany (1991).

## Odznaczenia
- Krzyż Wojenny 1914-1918
- Order Sokoła z mieczami
- Medal Rewolucyjny
- Order Białego Orła – Królestwo SHS
- Order św. Sawy – Królestwo SHS